# Germán Rojas Gallego
Germán Rojas Gallego (Cartaya, 10 d'abril de 1979) és un futbolista andalús, que ocupa la posició de defensa.

## Trajectòria
Es va formar al planter del Sevilla FC. Va arribar a debutar amb el primer equip a la temporada 99/00, tot jugant quatre partits d'una campanya en la qual els sevillistes van ser els últims de primera divisió.
No té continuïtat al Sevilla i el 2001 s'incorpora al filial de l'Atlètic de Madrid, on roman dos anys sense aplegar a jugar amb l'equip A dels matalassers. El 2003 fitxa pel CD Badajoz, i dos anys després juga a Segona Divisió a les files del Córdoba CF. Només hi apareix tres partits i el seu equip baixa a Segona B. Hi milita una temporada a la categoria de bronze amb els cordovesos, i posteriorment recala a l'Alacant CF.
El migcampista aconsegueix el 1998 l'ascens a Segona Divisió del seu club, i retornaria a esta divisió tot jugant 25 partits i marcant dos gols, tot i que a les postres, l'Alacant perdria la categoria. L'estiu del 2009 fitxa pel Benidorm CD.